# Laurier Lister
George Laurier Lister OBE (Croydon, 22 aprile 1907 – 30 settembre 1986) è stato un commediografo, attore, regista teatrale e produttore britannico, noto soprattutto per una serie di riviste presentate a Londra alla fine degli anni 1940 e e negli anni 1950. Successivamente lavorò con Laurence Olivier nel West End e al Festival di Chichester. Dal 1964 al 1975 fu direttore e amministratore dell'Yvonne Arnaud Theatre di Guildford.

## Biografia

### Primi anni
Era nato a Sanderstead, Croydon, nel Surrey, figlio di padre inglese, George Daniel Lister, e madre statunitense, Susie May Lister, nata Kooy. Studiò al Dulwich College e poi alla Royal Academy of Dramatic Art. Fece la sua prima apparizione professionale sul palco del Globe Theatre, a Londra, il 20 febbraio 1925, come ballerino nella scena dei nightclub nella commedia di Harry Graham La Granduchessa. Nel giugno del 1926 recitò al Duke of York's Theatre in Easy Virtue di Noël Coward in un ruolo non parlante. Recitò per sei mesi al Little Theatre di Bristol e poi allo Stratford-on-Avon Memorial Theatre in una stagione in cui vennero rappresentate The Taming of the Shrew, Macbeth, Twelfth Night, Much Ado About Nothing, Hamlet e Enrico V di Shakespeare. Fece un tour in Egitto con la compagnia shakespeariana di Robert Atkins e tornò a Stratford-upon-Avon nel 1928–1929.

### Anni 1930
Nel 1930 Lister fece una tournée in Sudafrica con la compagnia di Olga Lindo in un repertorio con sei opere tra cui The Constant Nymph. Al suo ritorno recitò al Savoy Theatre, nel giugno 1931, con Mabel Terry-Lewis e Celia Johnson in Death Takes a Holiday nel ruolo di Eric Fenton. Per tutti gli anni 1930 recitò spesso sul palcoscenico londinese. I suoi ruoli includevano Sebastian in La dodicesima notte (1933) alla Viola di Margaretta Scott, il caporale Martiez in Cabbages and Kings (1933), Arthur Stone in Hervey House (1934), Edgar Linton in Wuthering Heights (1935), Rylands in Immortal Garden (1936) e Lord Times in A Kiss for Cenerentola (1937). Nel 1938 interpretò il tenente comandante Richard Sanford in "The Flashing Stream" di Charles Morgan e recitò la stessa parte al Biltmore Theatre New York nell'aprile 1939, con un cast che includeva Felix Aylmer, Leo Genn, Margaret Rawlings e Godfrey Tearle.
Oltre a recitare nel West End, scrisse cinque opere teatrali rappresentate a Londra negli anni 1930: The Soldier and the Gentlewoman (con Dorothy Massingham), 1933, When the Bough Breaks (con Henrietta Leslie) nel 1936, The Tree (con Leslie) nel 1937, Against Our Hearts(con Max Adrian) nel 1937 e She, Too, Was Young (con Hilda Vaughan) nel 1938. Il primo di questi venne descritto da The Saturday Review come "arido, ma rivoltante" e venne chiuso nel giro di quindici giorni. Degli altri, solo l'ultimo ebbe un modesto successo, essendo stato rappresentato per 110 repliche.

### Riviste e ultimi anni
Lister prestò servizio nella Royal Air Force durante la seconda guerra mondiale. Dopo la guerra divenne produttore e regista nel West End. Alla fine degli anni 1940 e negli anni 1950 ideò, diresse e produsse una serie di riviste di grande successo, con artisti come Max Adrian, Joyce Grenfell, Elisabeth Welch, Ian Wallace, Rose Hill e Betty Marsden, in lavori di Michael Flanders, Donald Swann, Alan Melville, Sandy Wilson e Richard Addinsell. Tuppence Coloured (1947) fu seguito da Oranges and Lemons (1948), Penny Plain (1951), Airs on a Shoestring (1953), Pay the Piper (1954), Joyce Grenfell Requests the Pleasure(1954), From Here and There (1955) e Fresh Airs (1956). In un'indagine sui suoi spettacoli, del 1955, The Stage definì Lister "il nostro produttore più progressista di intrattenimento leggero" e rimarcava la "profonda impressione" che aveva fatto nel teatro del West End.
Nel 1958 Lister divenne direttore artistico della compagnia di produzione teatrale di Laurence Olivier. In tale veste fu responsabile di diverse produzioni importanti, e quando Olivier si occupò del Festival di Chichester, Lister fu il suo assistente per le prime due stagioni, occupandosi di finanza e casting per quelle che The Times definì "produzioni illustri come The Broken Heart, Zio Vanja e Santa Giovanna”.
Dal 1964 al 1975 fu direttore e amministratore dell'Yvonne Arnaud Theatre di Guildford. Fu insignito dell’onorificenza dell'Ordine dell'Impero Britannico nel 1976.

### Vita privata
Lister ebbe una lunga relazione con l'attore Max Adrian, con il quale visse in un cottage a Shamley Green nel Surrey. Adrian morì nel 1973 e Lister gli sopravvisse tredici anni, morendo il 30 settembre 1986 all'età di 79 anni.